# Persone di nome Helena
| Questa pagina contiene informazioni ricavate automaticamente dalle voci biografiche con l'ausilio del template Bio e di un bot. L'aggiornamento è periodico e automatico e ricostruisce completamente la pagina. Se manca una persona in questa lista, sei pregato di non aggiungerla, ma accertati piuttosto che la sua voce biografica contenga il template Bio e che i dati anagrafici siano correttamente compilati. Se il template Bio manca, inseriscilo tu stesso o, in alternativa, metti l'avviso {{tmp\|Bio}} che ne segnala la mancanza. Se i dati riportati sono sbagliati, correggi direttamente la voce biografica; le modifiche saranno visibili in questa lista entro pochi giorni. Per chiarimenti vedi il progetto antroponimi. La lista contiene solo le 80 persone che sono citate nell'enciclopedia e per le quali è stato implementato correttamente il template Bio. Pagina aggiornata al 22 lug 2025. |

Questa è una lista di persone presenti nell'enciclopedia che hanno il nome Helena, suddivise per attività principale.

## Allenatrici di tennis(1)
- Helena Suková, allenatrice di tennis, ex tennista e psicologa ceca (Praga, n. 1965)

## Archeologhe(1)
- Helena Bonet Rosado, archeologa spagnola (Valencia, n. 1953)

## Attiviste(2)
- Helena Gualinga, attivista ecuadoriana (n. 2002)
- Helena Swanwick, pacifista inglese (Monaco di Baviera, n. 1864 - † 1939)

## Attrici(12)
- Helena Barlow, attrice britannica (Londra, n. 1998)
- Helena Bergström, attrice e regista svedese (Göteborg, n. 1964)
- Helena Bonham Carter, attrice britannica (Londra, n. 1966)
- Helena Carter, attrice statunitense (New York City, n. 1923 - Culver City, † 2000)
- Helena D'Algy, attrice portoghese (Lisbona, n. 1906 - † 1992)
- Helena Humann, attrice statunitense (Dallas, n. 1942 - Dallas, † 1994)
- Helena Kallianiotes, attrice e ex ballerina greca (n. 1938)
- Helena Makowska, attrice polacca (Kryvyj Rih, n. 1893 - Roma, † 1964)
- Helena Mattsson, attrice svedese (Stoccolma, n. 1984)
- Helena Modjeska, attrice polacca (Cracovia, n. 1840 - Newport Beach, † 1909)
- Helena af Sandeberg, attrice svedese (Solna, n. 1971)
- Helena Zengel, attrice tedesca (Berlino, n. 2008)

## Attrici teatrali(1)
- Helena Faucit, attrice teatrale inglese (Londra, n. 1817 - Llangollen, † 1898)

## Avvocate(1)
- Helena Kennedy, avvocata, conduttrice televisiva e politica scozzese (Glasgow, n. 1950)

## Biatlete(1)
- Helena Mikołajczyk, ex biatleta polacca (Mszana Dolna, n. 1968)

## Cantanti(6)
- Helena Josefsson, cantante svedese (Kalmar, n. 1978)
- Lenny Kuhr, cantante olandese (Eindhoven, n. 1950)
- Helena Paparizou, cantante svedese (Borås, n. 1982)
- Helena Velena, cantante e produttrice discografica italiana (Bologna)
- Helena Vondráčková, cantante ceca (Slatiňany, n. 1947)
- Helena Zeťová, cantante ceca (Valašské Meziříčí, n. 1980 - Prostřední Bečva, † 2024)

## Cestiste(7)
- Helena Ciak, cestista francese (Dunkerque, n. 1989)
- Helena Jošková, cestista cecoslovacca (Dubňany, n. 1939 - † 2018)
- Halina Łaptaś, cestista polacca (Cracovia, n. 1926 - † 2014)
- Helena Mázlová, cestista cecoslovacca (n. 1929 - † 2003)
- Helena Reichová, ex cestista cecoslovacca (Praga, n. 1954)
- Helena Viegas, ex cestista angolana (Luanda, n. 1995)
- Helena Zvolenská, ex cestista cecoslovacca (Bratislava, n. 1939)

## Chirurghe(1)
- Helena Puonti, chirurgo finlandese

## Dirigenti d'azienda(1)
- Helena Helmersson, manager svedese (Skellefteå, n. 1973)

## Dirigenti sportive(1)
- Helena Costa, dirigente sportiva e allenatrice di calcio portoghese (Alhandra, n. 1978)

## Fondiste(2)
- Helena Erbenová, ex fondista e triatleta ceca (Jablonec nad Nisou, n. 1979)
- Helena Šikolová, ex fondista cecoslovacca (Jablonec nad Nisou, n. 1949)

## Ginnaste(2)
- Helena Nordheim, ginnasta olandese (Amsterdam, n. 1903 - Sobibór, † 1943)
- Helena Rakoczy, ginnasta polacca (Cracovia, n. 1921 - Cracovia, † 2014)

## Giocatrici di curling(1)
- Helena Lavrsen, giocatrice di curling danese (Frederiksberg, n. 1963)

## Imprenditrici(1)
- Helena Rubinstein, imprenditrice polacca (Cracovia, n. 1872 - New York, † 1965)

## Matematiche(1)
- Helena Rasiowa, matematica polacca (n. 1917 - † 1994)

## Medici(1)
- Helena Kagan, medico israeliano (Tashkent, n. 1889 - Gerusalemme, † 1978)

## Mezzofondiste(1)
- Helena Javornik, mezzofondista e maratoneta slovena (Celje, n. 1966)

## Modelle(3)
- Helena Barquilla, supermodella spagnola (La Mancia, n. 1971)
- Cannelle, ex modella, showgirl e cantante francese (Pointe-à-Pitre, n. 1959)
- Helena Christensen, supermodella danese (Copenaghen, n. 1968)

## Nobili(1)
- Helena Cambridge, nobile britannica (Londra, n. 1899 - Badminton House, † 1969)

## Nuotatrici(3)
- Helena Jaumà, nuotatrice artistica spagnola (n. 1997)
- Lenie de Nijs, nuotatrice olandese (Hilversum, n. 1939 - Torroella de Montgrí, † 2023)
- Helena Rosendahl Bach, nuotatrice danese (n. 2000)

## Orientiste(1)
- Helena Jansson, orientista svedese (n. 1985)

## Pallavoliste(1)
- Helena Havelková, pallavolista ceca (Liberec, n. 1988)

## Pattinatrici di velocità su ghiaccio(1)
- Helena Pilejczyk, pattinatrice di velocità su ghiaccio polacca (Zieluń, n. 1931 - Elbląg, † 2023)

## Pesiste(2)
- Helena Engman, ex pesista svedese (Piteå, n. 1976)
- Helena Fibingerová, ex pesista cecoslovacca (Víceměřice, n. 1949)

## Pittrici(3)
- Helena Gleichen, pittrice inglese (Londra, n. 1873 - † 1947)
- Helena d'Egitto, pittrice egizia
- Helena Westermarck, pittrice e scrittrice finlandese (Helsinki, n. 1857 - Helsinki, † 1938)

## Poetesse(1)
- Helena Sinervo, poetessa e scrittrice finlandese (Tampere, n. 1961)

## Politiche(2)
- Helena Dalli, politica maltese (Zabbar, n. 1962)
- Helena Jaklitsch, politica e storica slovena (Novo Mesto, n. 1977)

## Schermitrici(1)
- Helena Elinder, schermitrice svedese (Stoccolma, n. 1973)

## Sciatrici alpine(3)
- Helena Hedman, ex sciatrice alpina svedese
- Helena Kalte, ex sciatrice alpina svedese
- Helena Rapaport, ex sciatrice alpina svedese (Ekerö, n. 1994)

## Scrittrici(4)
- Helena Ekblom, scrittrice e predicatrice svedese (Mellankärr, n. 1790 - † 1859)
- Helena Henschen, scrittrice svedese (Solna, n. 1940 - † 2011)
- Helena Janeczek, scrittrice tedesca (Monaco di Baviera, n. 1964)
- Helena Nyblom, scrittrice, musicista e disegnatrice danese (Copenaghen, n. 1843 - Parrocchia di Engelbrekt, † 1926)

## Soprani(3)
- Helena Bartošová, soprano slovacco (Budapest, n. 1905 - Rychnov nad Kněžnou, † 1981)
- Helena Juntunen, soprano finlandese (Kiimiki, n. 1976)
- Helena Tattermuschová, soprano ceco (Praga, n. 1933 - Praga, † 2025)

## Taekwondoka(1)
- Helena Fromm, taekwondoka tedesca (Oeventrop, n. 1987)

## Tenniste(3)
- Helena Anliot, ex tennista svedese (n. 1956)
- Lena Rice, tennista irlandese (Marlhill, n. 1866 - Marlhill, † 1907)
- Helena Vildová, ex tennista cecoslovacca (n. 1972)

## Veliste(1)
- Helena Scutt, velista statunitense (Cheltenham, n. 1992)

## Velociste(2)
- Helena Fuchsová, velocista e mezzofondista ceca (Tábor, n. 1965 - † 2021)
- Helena Woynarowska, velocista, cestista e pallamanista polacca (Cracovia, † 1946)